# Ринела (Месина)
Ринела је насеље у Италији у округу Месина, региону Сицилија.
Према процени из 2011. у насељу је живело 165 становника. Насеље се налази на надморској висини од 20 м.